# L'Arnacœur
Pour les articles homonymes, voir Heartbreaker.
Ne pas confondre avec le film américain sorti en 1961, L'Arnaqueur.
Pour plus de détails, voir Fiche technique et Distribution.
L'Arnacœur est une comédie romantique française réalisée par Pascal Chaumeil et sortie le 17 mars 2010.

## Synopsis
Alex est un « briseur de couples » professionnel. Avec sa sœur et son beau-frère, il gère une petite société spécialisée dans le sauvetage de femmes malheureuses en amour. Souvent à la demande de la famille, il intervient en séduisant la femme pour lui ouvrir les yeux et l'inciter à quitter l'homme inadéquat. Pour cela, il use de son indéniable charme et de techniques de drague bien rodées, mais également des méthodes d'espionnage les plus sophistiquées pour fouiller la vie de ses cibles et découvrir leurs failles,. 
Un jour, son principal employeur lui soumet le cas de la jolie Juliette, riche héritière qui file le parfait amour avec un bel Anglais. Un homme d'affaires veut faire capoter le mariage de cette Juliette (Vanessa Paradis), qui est sa fille. Elle doit épouser un jeune banquier anglais, mais il craint qu'il ne la rende pas heureuse. Dans un premier temps, Alex refuse car il s'est fixé comme principe de ne jamais s'attaquer à des femmes comblées par leur couple. Mais les frais importants engagés lors des dernières missions ont mis les comptes de la petite société dans le rouge. Au bord de l'asphyxie financière, menacé par ses créanciers (qui le menacent physiquement) et ayant besoin de la forte somme promise en échange, Alex accepte finalement de s'occuper de Juliette (une jeune fille prometteuse et riche). La partie s'annonce d'emblée compliquée, sans compter sur le fait que le temps presse : la belle doit se marier dans dix jours. Son fiancé est trop parfait,.

## Fiche technique
- Titre : L'Arnacœur
  - Sous-titre : Briseur de couples professionnel
- Réalisation : Pascal Chaumeil
- Scénario : Laurent Zeitoun, Yoann Gromb et Jeremy Doner
- Photographie : Thierry Arbogast
- Montage : Dorian Rigal-Ansous
- Musique : Klaus Badelt
- Musiques additionnelles : The Time of My Life de Jennifer Warnes (duo avec Bill Medley), The Story Of The Impossible de Peter Von Poehl
- Production : Nicolas Duval Adassovsky, Yann Zenou, Laurent Zeitoun
- Société de production : Quad Films, en association avec Cinémage 4
- Pays de production :  France
- Langue : français
- Genre : comédie romantique
- Durée : 105 minutes
- Dates de sortie :
  - France, Belgique, Suisse : 17 mars 2010

## Distribution
- Romain Duris : Alex Lippi, briseur de couples professionnel. A abandonné la boxe après un coma de plusieurs jours à la suite d'un combat.
- Vanessa Paradis : Juliette Van Der Beck, riche héritière qui va se marier. Après des études supérieures en prépa commerciale, elle prend un congé sabbatique d'un an comme groupie de groupes confidentiels avec Sophie. Puis elle se forge une réputation internationale comme experte en vin.
- Julie Ferrier : Mélanie, la sœur et associée d'Alex
- François Damiens : Marc, le mari de Mélanie, technicien de l'équipe
- Helena Noguerra : Sophie, amie d'enfance de Juliette, qui s'amuse à provoquer Alex par un discours sexuel explicite.
- Andrew Lincoln : Jonathan Alcott, le riche fiancé de Juliette
- Jacques Frantz : Van Der Beck, homme d'affaires acoquiné avec le Milieu, père de Juliette
- Jean-Yves Lafesse : Dutour, l'employeur d'Alex
- Amandine Dewasmes : Florence, l'institutrice fiancée à un mufle
- Philippe Lacheau : le mufle de la piscine
- Jean-Marie Paris : Goran, le colosse qui menace Alex
- Tarek Boudali : le directeur de l'Hôtel Monte Carlo Bay
- Geoffrey Bateman : Monsieur Alcott, le riche père de Jonathan
- Natasha Cashman : Madame Alcott, la riche mère de Jonathan
- Dominique Giafferi : le commissaire-priseur
- Élodie Frenck : Karine, la copine d'Alex
- Julien Arruti : le frère de Florence
- Hiromi Asai : la femme d'affaires japonaise séduite par Alex
- Sophie Jézéquel : l'employée de bureau séduite par Alex
- Audrey Lamy : la femme policier séduite par Alex
- Camille Figuereos : la joueuse de curling séduite par Alex
- Nina Mélo : la jeune chanteuse de gospel séduite par Alex
- Adina Cartianu : la bibliothécaire séduite par Alex
- Nicolas Delmotte : Fernando
- Patrick Massiah : Franck
- Gianfranco Poddighe : Carlo, le patron italien du bar-restaurant, ami d'Alex
- Victoria Silvstedt : la fille au cabriolet
- Alexis Attia : l'homme du cabriolet
- Didier Isnard : le responsable du magasin
- Mustapha Adidou : le voiturier à Marrakech
- Ève Chems de Brouwer : la vendeuse
- Armand Éloi : le grand chef
- Léticia Bellicini : la baigneuse sexy
- Karima Gouit : la serveuse marocaine
- Caroline Duris : la pianiste
- Sophie Le Breton : la réceptionniste
- Hervé Algarra : le portier
- David Bancel : le voiturier
- Jean Vincentelli : le chauffeur de taxi
- Rose Lê : la vieille dame asiatique
- Cathy Darrieto : l'organisatrice du mariage
- Clémentine Niewdanski : la première copine
- Hélène Liber : la deuxième copine
- Marie-Iris Cadier : la troisième copine
- David Vatinet : l'homme gardienne
- Mohamed El Hana : Bashir
- Olivier Schneider : le serveur du grand restaurant
- Yahia Jaafari : Mokhtar
- Med Enachache : Ganoosh

## Autour du film
- Marc se déguise en reprenant le concept politique du « plombier polonais »[3]..
- L'Arnacœur a été présenté le 28 janvier 2010 en clôture du Festival international du film de comédie de l'Alpe d'Huez.
- La salle de bal est celle de la guinguette Chez Gégène à Joinville pour la danse entre Romain Duris et Vanessa Paradis[4].
- La scène finale du mariage de Juliette Van Der Beck (Vanessa Paradis) s'inspire ouvertement de celle du film de 1943 de Frank Capra « New York - Miami » avec Claudette Colbert et Clark Gable.

- Lieux des tournages (à compléter)[5] :
  - Maroc
  - Principauté de Monaco (Yacht club) (Monte Carlo Bay)
  - Paris
    - 2e arrondissement de Paris (Place des Victoires)
    - 9e arrondissement de Paris (Hôtel Drouot-Montaigne)

  - Le département du Var
    - Saint-Raphaël

  - Le département des Alpes-Maritimes
    - Nice (Aéroport de Nice-Côte d'Azur)
    - Monaco
    - Cannes (Aéroport de Cannes - Mandelieu)
    - Cap-d'Ail
    - Chez Gégène à Joinville-le-Pont, célèbre guinguette.

  - Le département des Hauts-de-Seine

## Box-office
| Film       | Box-Office France | Box-Office Etranger | Total             |
| L'Arnacœur | 3 798 089 entrées | 977 644 entrées     | 4 775 733 entrées |

- 180 000 entrées en Russie, 130 000 entrées au Royaume-Uni, 68 000 entrées en Pologne et 54 000 entrées en Suisse[8].
- 60 000 entrées au Québec en trois semaines[9].
- 230 000 entrées en Allemagne en 2011[10].

## Distinctions
- City of Lights, City of Angels (Los Angeles) 2010 : Prix spécial (Prix du Public)[11]
- César 2011 : nomination au César du meilleur film, César du meilleur premier film, César du meilleur acteur pour Romain Duris, César du meilleur acteur dans un second rôle pour François Damiens et César de la meilleure actrice dans un second rôle pour Julie Ferrier
- Magritte du cinéma 2011 : nomination en tant que meilleur acteur dans un second rôle
- Globes de Cristal 2011 : meilleur film